# Motamburu Kitendeni
Motamburu Kitendeni ist ein Verwaltungsbezirk (Ward) des Distrikts Rombo in der tansanischen Region Kilimandscharo.

## Geografie
Motamburu Kitendeni liegt im Nordosten von Tansania etwa 40 Kilometer Luftlinie nördlich von Moshi an der Grenze zu Kenia. Das Gebiet beinhaltet den Uhuru Peak. Der tiefste Punkt an der Grenze zu Kenia liegt rund 1800 Meter über dem Meer, von hier steigt das Land auf 5895 Meter zum Gipfel des Kilimandscharo an.
Der Bezirk grenzt im Nordosten an Kenia, im Osten an Tarakea Motamburu, im Südwesten an Kibosho Mashariki, Kibosho Kati, Okaoni, Kibosho Magharibi (alle im Distrikt Moshi), Machame Mashariki, Machame Kaskazini, Machame Magharibi, Masama Mashariki (alle im Distrikt Hai), Ndumeti im Westen und Kamwanga des Bezirks Longido im Norden.
Er hat eine Fläche von 467 Quadratkilometern und bei der Volkszählung 2022 lebten hier 4793 Menschen in 1186 Haushalten.